# Marloie
Marloie ist ein belgischer Ort in der Gemeinde Marche-en-Famenne in der Provinz Luxemburg. 

## Geschichte
Marloie wurde anlässlich einer Schenkung an das Kloster St. Hubert im Jahr 817/825 als Marlida erstmals urkundlich erwähnt.
Bis zum Zusammenschluss belgischer Gemeinden am 1. Januar 1977 gehörte das Dorf zur selbstständigen Gemeinde Waha. 
4 Kilometer südlich liegt Château Jemeppe in Hargimont in der Gemeinde Marche-en-Famenne.

## Bahnhof
Marloie besitzt einen Eisenbahnknotenpunkt mit einem mehrgleisigen Bahnhof an der Hauptstrecke Luxemburg–Arlon–Namur (-Bruxelles/Brussel, SNCB Ligne 162), an dem in beiden Richtungen stündlich IC-Züge halten. Zweistündlich wird über die Bahnstrecke Angleur–Marloie ("Ligne de Ourthe", SNCB Ligne 43) die Stadt Liege/Lüttich mit Nahverkehrstriebwagen bedient.

## Bilder

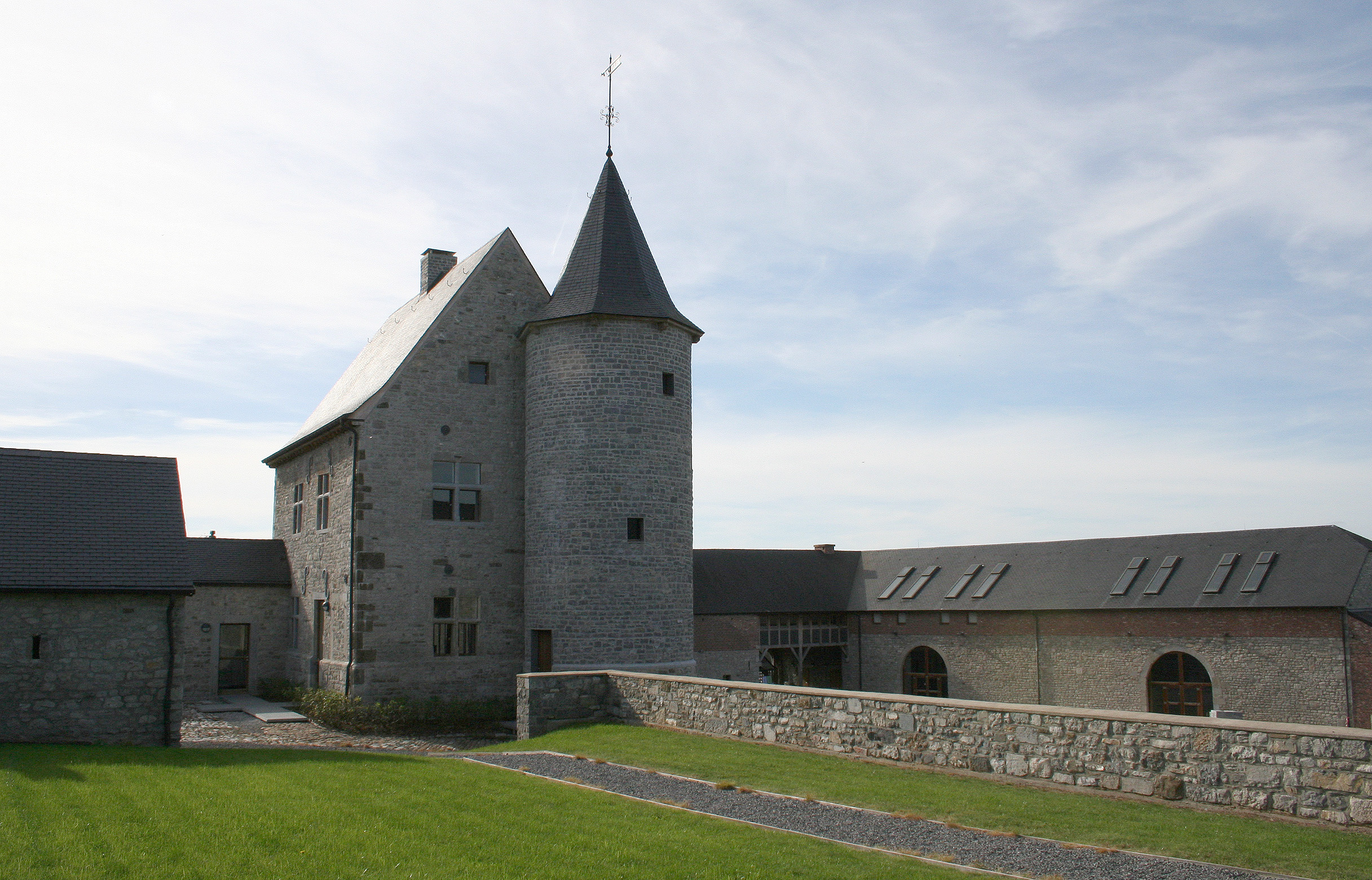
Gutshof: La Vieille Cense
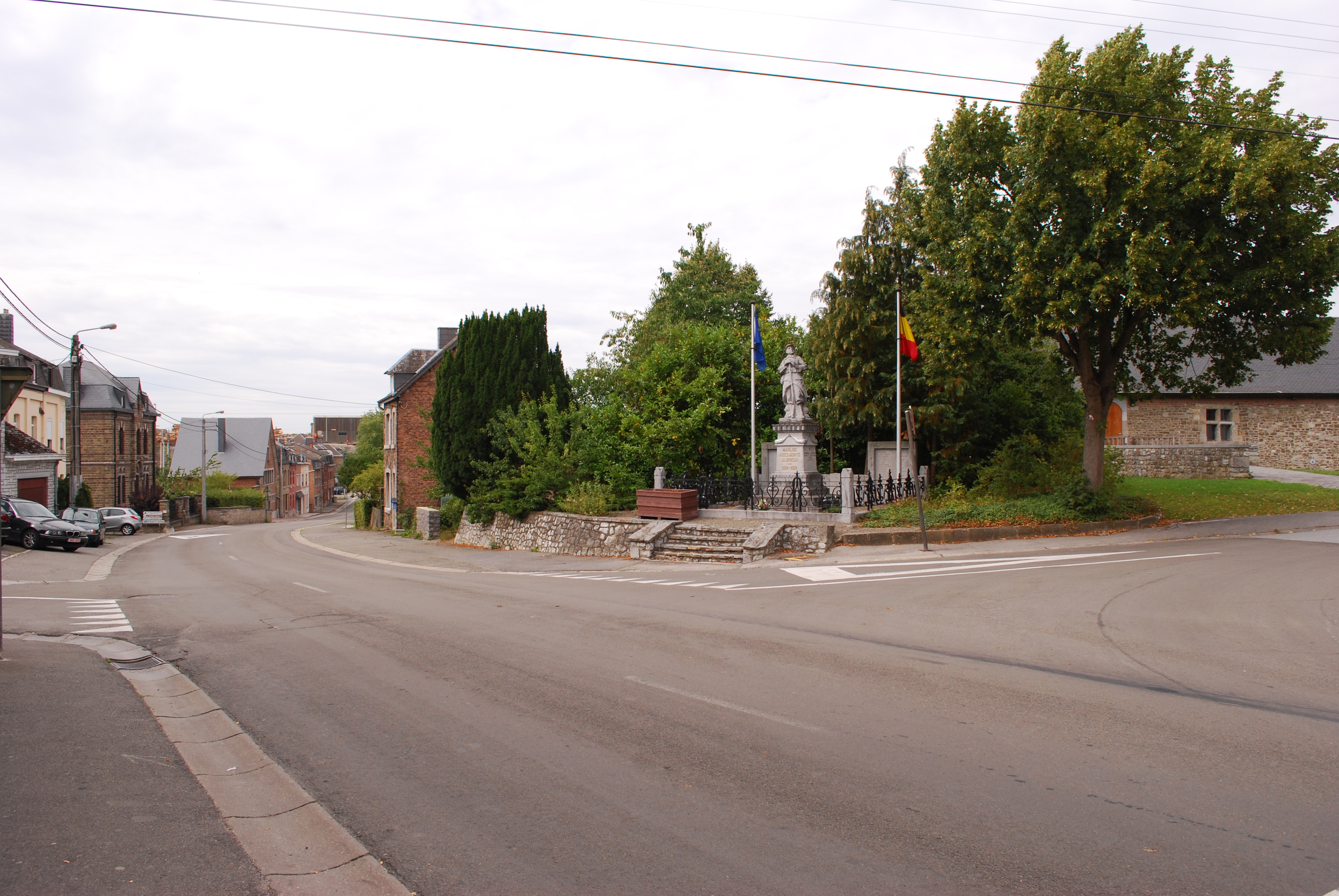
Dorfkern
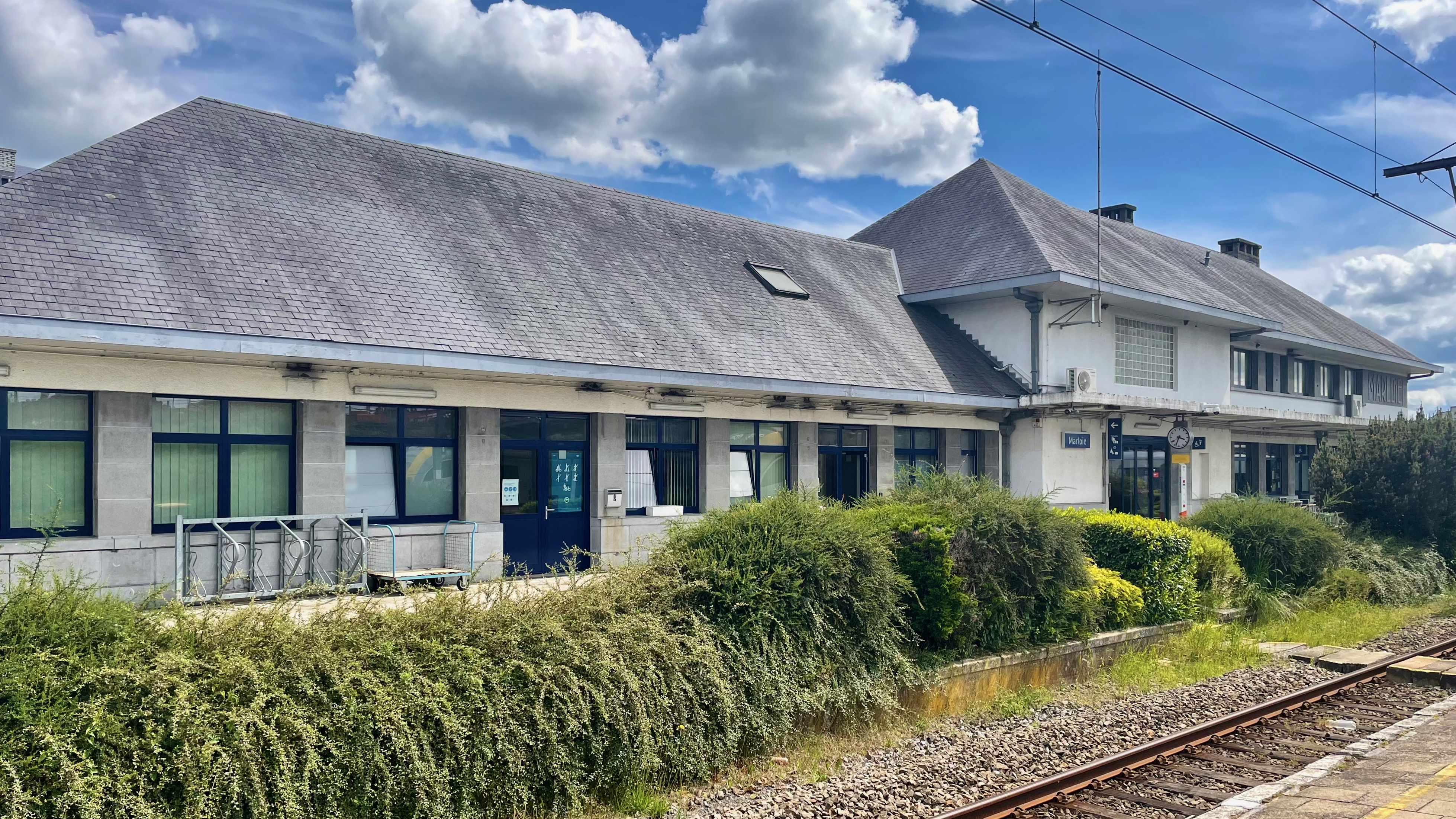
Bahnhof Marloie
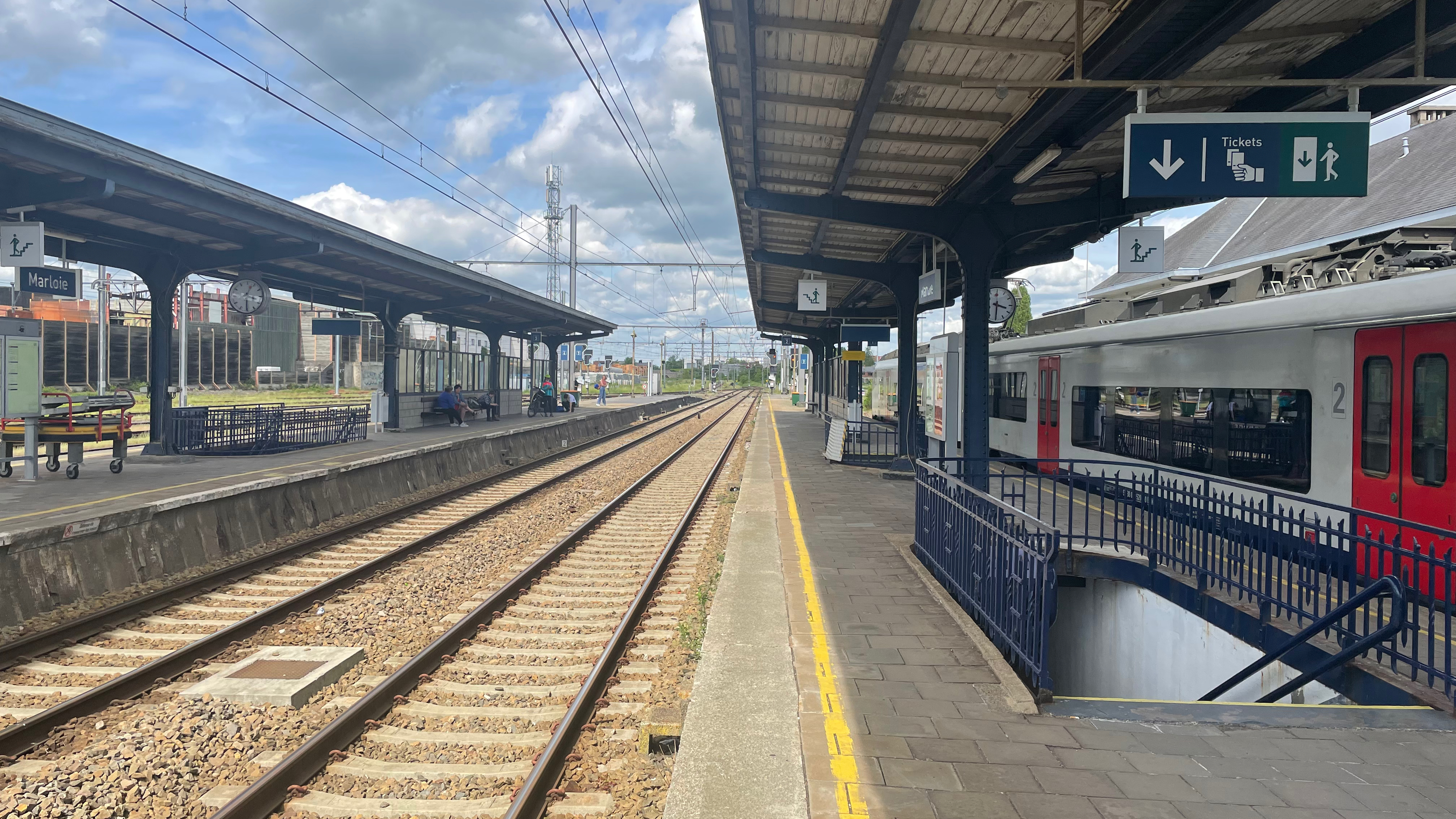
Gleise im Bahnhof